# دغليان بايين (آذغان)
دغليان بایین (بالفارسية: دغلیان پایین) هي منطقة سكنية تقع في إيران في قسم آذغان الریفي. يقدر عدد سكانها بـ 114 نسمة .